# Bactris caudata
Bactris caudata es una especie de palma de la familia de las arecáceas. Es originaria de Centroamérica donde se distribuyen por Costa Rica, Nicaragua y Panamá.

## Descripción
Tiene tallos solitarios o cespitosos, que alcanzan los 1–5 m de alto y 2–2.4 cm de diámetro. Hojas 5–8; pinnas 19–26 a cada lado, lineares a ovadas, irregularmente arregladas en fascículos y patentes en diferentes planos, las medias (21–) 40–50 cm de largo y 2.5–5 cm de ancho, con espínulas 0.1–0.3 cm de largo en los márgenes, raquis hasta 100 cm de largo; vaina, pecíolo y raquis con unas pocas espinas de hasta 8 cm de largo, negras. Las inflorescencias con bráctea peduncular escasa a densamente cubierta con espinas de hasta 1 cm de largo, negras; raquillas 18–31, tríades dispersas entre las flores estaminadas en pares o solitarias. Frutos obovoides, 0.9–1.3 cm de largo y 1.1–1.2 cm de diámetro, rojo-anaranjados.

## Distribución y hábitat
Es una especie rara que se encuentra  en el sotobosque en bosques húmedos de la zona del Pacífico, a una altitud de 0–800 metros. La floración se produce en febrero. Se encuentra desde Nicaragua a Panamá.

## Taxonomía
Bactris caudata  fue descrita por H.Wendl. ex Burret y publicado en Repertorium Specierum Novarum Regni Vegetabilis 34: 230–231. 1934.
Etimología
Ver: Bactris
caudata: epíteto latino que significa "con cola"
Sinonimia* Bactris dasychaeta Burret, Repert. Spec. Nov. Regni Veg. 34: 215 (1934).